# Miloslav Ištvan
Miloslav Ištvan (2. září 1928 Olomouc – 26. ledna 1990 Brno) byl český hudební skladatel a klavírista. Byl významným funkcionářem ČSM a od roku 1948 členem KSČ. V roce 1969 ze strany vystoupil, a byl za to v době tzv. normalizace perzekvován. Již od roku 1950 byl sekretářem brněnské odbočky SČS (Svaz československých skladatelů).

## Životopis
Soukromě studoval u pedagogů Františka Maxiána, Františka Suchého a Viléma Petrželky. Na Hudební fakultě Janáčkovy akademie múzických umění (JAMU) v Brně studoval u Jaroslava Kvapila kompozici, absolvoval v roce 1952. Jeho ženou byla Věra Ištvanová-Roznanyi(ová). Má dva syny, staršího Miloslava a mladšího Radomíra, který je učitelem hudebně teoretických předmětů na konzervatoři v Brně. Sám Miloslav Ištvan vyučoval na JAMU. Zemřel na mozkovou mrtvici v noci před volbou rektora JAMU, ve které byl jedním z kandidátů.

## Kompoziční styl
Miloslav Ištvan je jedním z nejvýznamnějších českých skladatelů druhé poloviny 20. století a je spoluzakladatelem současné brněnské kompoziční školy. Jeho skladatelské počátky byly ovlivněny neoklasicismem a neofolklorismem (Bartók, Janáček), od nichž se záhy odkláněl k technikám tzv. Nové hudby. Ty se však brzy staly pro Ištvanův temperament příliš technicistními a také na základě hudebně-teoretických podnětů tehdejších členů katedry kompozice JAMU (Ctirad Kohoutek, Jan Kapr) vypracoval Ištvan svůj vlastní kompoziční systém, který shrnul v publikaci Metoda montáže izolovaných prvků v hudbě. Ištvan vytváří své hudební motivy (obdobně jako skladatelé píšící technikou multiseriality) na prosetí hudebního materiálu několika vrstvami jednoduchých matematických operací, které dávají tvar základním hudebním atributům (rytmus, tónová výška, dynamika atp.). S těmito pak pracuje na způsob filmového střihu - prolínáním, montáží, koláží. Nutno zdůraznit, že tyto techniky u Ištvana slouží pouze k ozvláštnění vlastní invence a jeho hudba zůstává většinou velmi živelná, melodická, modální, s osobitým a snadno rozpoznatelným charakterem.
Miloslav Ištvan se často inspiroval "nonartificiální" hudbou, popem, jazzem, případně starou hudbou. Jeho dílo tak představuje jeden z prvních příspěvků české hudby k paradigmatu kulturní postmoderny. Ištvan se rád nechával ke svému stavebnicovému způsobu kompozic inspirovat tehdejšími novinkami z jiných odvětví kultury - ze stavebnictví například panelovou výstavbou.
Ištvan během svého působení na JAMU odchoval celou řadu vynikajících českých skladatelů, mezi něž patří například Pavel Slezák anebo Miloš Štědroň.

## Výběr z díla

### Komorní skladby
- Improptus (1956)
- Sonáta pro klavír č. 2 (1959)
- Dodekameron, 12 skladeb pro 12 hráčů (1964)
- Smuténka na texty Jana Skácela (1970)

### Orchestrální a koncertní skladby
- Balada o Jihu (1960)
- In memoriam Josefa Berga (1972)
- Tempus irae (1983)

### Vokální skladby
- Zaklínání času (1967)
- Já, Jákob (1968)
- Kráska a zvíře (1974)
- Hardblues (1980)